# Upsilon2 Eridani
Upsilon2 Eridani (υ2 Eri) è una stella situata nella costellazione dell'Eridano. La sua magnitudine apparente è +3,82 e dista 214 anni luce dal sistema solare.
Upsilon2 Eridani è una gigante gialla di classe G8III; con un raggio 16 volte quello solare è circa 150 volte più luminosa del Sole.